# 霞ヶ浦どうぶつとみんなのいえ
霞ヶ浦どうぶつとみんなのいえ（かすみがうらどうぶつとみんなのいえ）は、茨城県行方市玉造甲の霞ヶ浦ふれあいランドにある動物園。2024年7月31日に開園した。

## 概要
2020年度に行方市と霞ケ浦ふれあいランド株式会社が事業契約を結び、市が取得した水資源機構の旧「水の科学館」（2020年3月31日閉館）の建物を大規模改修し、2024年にオープンした。施設は鉄骨一部鉄筋コンクリート造2階建て、敷地面積は約2万平方メートルである。
開園時の展示動物はカピバラやアルパカ、ペンギン、ナマケモノ、ミーアキャット、リクガメなど約20種、80頭で、2024年秋以降に複数頭のアミメキリンが加わる予定となっている。

## エリア
- エントランス ポニー乗馬受付 - 引馬体験、乗馬体験[2]
- ペンギンのいえ[2]
- キリンエリアと歩廊[2]
- ふれあいどうぶつ エリア（ウサギやモルモット）[2]
- バード&ナマケモノ エリア（オオハシの仲間やフタユビナマケモノなど）[2]
- フクロウ＆爬虫類 エリア（フクロウやヘビ）[2]
- 国内希少野生動植物 エリア（ツクバハコネサンショウウオの展示）[2]
- カピバラ エリア[2]
- ファームアニマル エリア[2]
- 霞ケ浦 エリア（野鳥の探索）[2]

## 所在地
- 所在地：行方市玉造甲1234
- 開園時間：10時から16時
- 休園日：毎週水曜日